# Принія жовточерева
Принія жовточерева (Prinia flaviventris) — вид горобцеподібних птахів родини тамікових (Cisticolidae). Мешкає в Пакистані, Гімалаях, на півдні Китаю, на Тайвані і в Південно-Східній Азії.

## Підвиди
Виділяють сім підвидів:
- P. f. sindiana Ticehurst, 1920 — Пакистан і північно-західна Індія;
- P. f. flaviventris (Delessert, 1840) — північна Індія, Непал, Бутан, Бангладеш, західна і північна М'янма;
- P. f. sonitans Swinhoe, 1860 — південно-східний Китай, Тайвань, північ В'єтнаму;
- P. f. delacouri Deignan, 1942 — східна і південна М'янма, Таїланд, південний Китай, північно-західний, Індокитай;
- P. f. rafflesi Tweeddale, 1877 — Малайський півострів, Суматра, Ява;
- P. f. halistona (Oberholser, 1912) — острів Ніас;
- P. f. latrunculus (Finsch, 1905) — Калімантан.

Підвид P. f. sonitans деякі дослідники виділяють в окремий вид.

## Поширення і екологія
Жовточереві принії живуть на луках, зокрема на заплавних, а також на пасовищах, чагарникових і прибережних очеретяних заростях, в мангрових лісах.